# Escalante (Spanje)
Escalante is een gemeente in de Spaanse provincie en regio Cantabrië met een oppervlakte van 19,11 km². Escalante telt 747 inwoners (1 januari 2016).

## Demografische ontwikkeling
Bron: INE, 1857-2011: volkstellingen